# Sprawa Barbary Ubryk

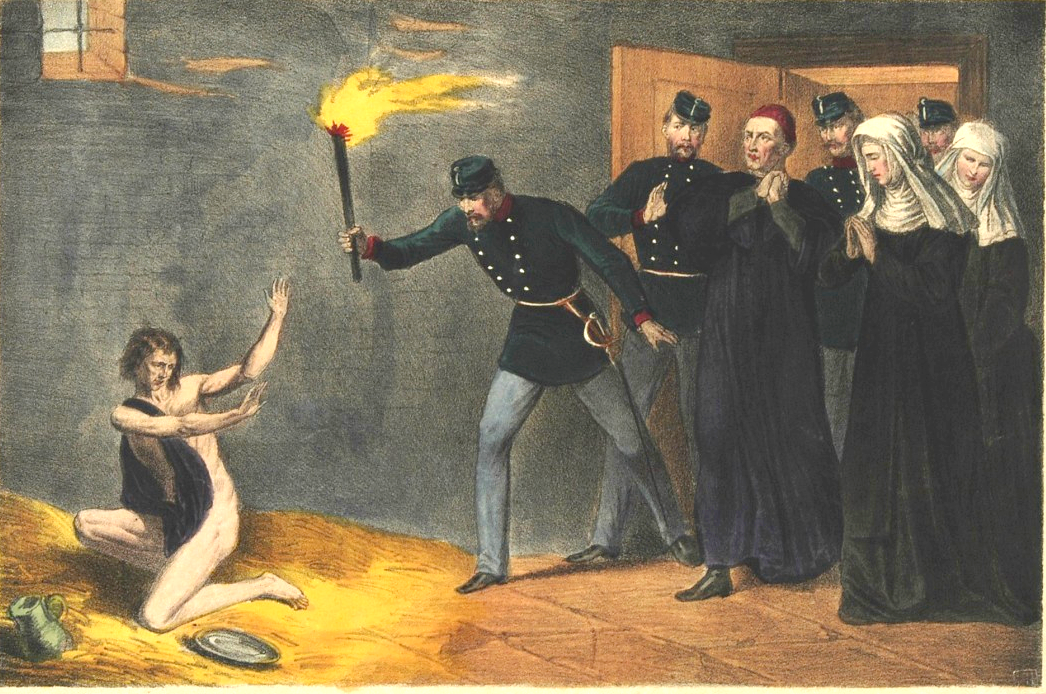
Litografia barwna przedstawiająca odkrycie Barbary Ubryk w Klasztorze Sióstr Karmelitanek Bosych w Krakowie i oswobodzenie jej 21 lipca 1869 roku

Sprawa Barbary Ubryk – sprawa więzienia w nieludzkich warunkach zakonnicy w klasztorze karmelitanek bosych przez 21 lat; wydarzenie, które poruszało opinię publiczną Europy w II połowie XIX wieku. Historia la monaca di Cracovia – mniszki z Krakowa, jak ją nazywano, wzbudzała wiele kontrowersji, stając się pożywką dla różnych mitów i plotek.

## Przebieg sprawy

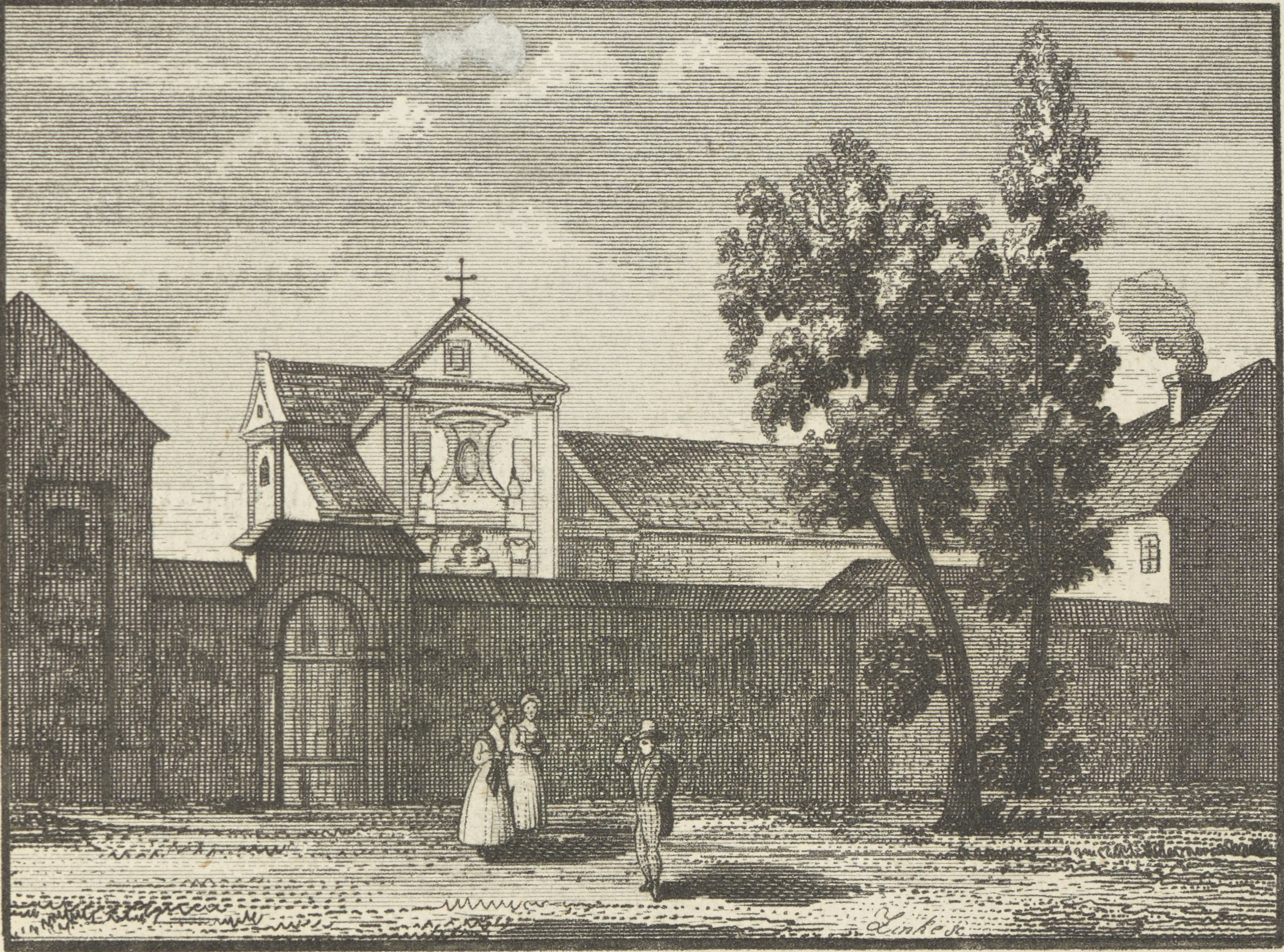
Klasztor karmelitanek bosych i kościół św. Teresy na Wesołej (1855)

20 lipca 1869 roku do Sądu Rejonowego w Krakowie wpłynął anonim informujący o przetrzymywaniu w nieludzkich warunkach zakonnicy w klasztorze karmelitanek bosych na Wesołej – ówczesnym przedmieściu Krakowa. Postanowiono zbadać prawdziwość podanych faktów, sprawa była jednak delikatna, ponieważ mogła narazić na szwank autorytet władz i wywołać poważny konflikt z Kościołem. Ustalono więc, że dokonanie oględzin klasztoru nastąpi po porozumieniu z władzami kościelnymi. W tym celu powiadomiono o treści anonimu biskupa Antoniego Gałeckiego – administratora diecezji krakowskiej, do którego zwrócono się także z wnioskiem o pozwolenie na wejście komisji sądowej na teren klasztoru objętego klauzurą. Do komisji sądowej biskup oddelegował swojego przedstawiciela, którym został ksiądz Roman Spithal. Biskup zaprzeczył, jakoby coś takiego mogło mieć miejsce, ale ostatecznie wyraził zgodę.
Następnego dnia komisja sądowa udała się do klasztoru karmelitanek bosych i zażądała widzenia z siostrą Barbarą Ubryk (takie nazwisko wystąpiło w anonimie). Mimo początkowego oporu sióstr, członków komisji doprowadzono pod drzwi celi. Po otwarciu podwójnych grubych drzwi „...ukazała się celka ciemna prawie zupełnie, gdyż okno aż pod sam wierzch było zamurowane [...]. Wyziew smrodliwy buchnął przez drzwi, gdyż w owej celi znajdowała się wygódka z otworem niezamkniętym, a uchodzącym do dołów kloacznych. [...] ujrzano tuż przy drzwiach, na garści startego na proch barłogu, postać kobiety...” – tak opisywała to ówczesna prasa. Oficjalny protokół komisji stwierdza: „dostrzeżono istotę żywą, bez najmniejszego okrycia, skuloną w kuczki, [...]. Istota ta podniosła się z ziemi, [...] naga, brudna głowa ostrzyżona krótko, ciało zaś przedstawiało istny szkielet, poobijany zapewne przez tłuczenie się po ścianie”.
Próby rozmowy z uwięzioną przekonały członków komisji, że mają do czynienia z osobą chorą psychicznie. Po przeprowadzeniu czynności policyjnych i nakazaniu polepszenia warunków, w jakich przebywała zakonnica, komisja opuściła teren klasztoru, aby powrócić dzień później w towarzystwie dwóch lekarzy sądowych, którzy zbadali stan zdrowia zakonnicy oraz zalecili dalszą obserwację i leczenie. Biskup Gałecki, zszokowany sytuacją, niezwłocznie uwolnił siostrę Barbarę od klauzury zakonnej. 23 lipca przewieziono ją do szpitala i oddano pod opiekę lekarską. Stwierdzono wówczas, między innymi, całkowite wyczerpanie fizyczne – pacjentka ważyła zaledwie 34 kg.
Mimo prób zachowania całego śledztwa w tajemnicy, po Krakowie zaczęły krążyć plotki. Po podaniu informacji w dziennikach krakowskich, 24 lipca, wzburzenie ogarnęło miasto. Kilkutysięczny tłum zgromadził się na Wesołej, doszło nawet do szturmu na klasztor – wyłamano bramę wjazdową, dopiero interwencja szwadronu huzarów rozproszyła napastników. Podobne zajścia miały miejsce tego dnia oraz nazajutrz pod innymi klasztorami m.in. jezuitów i norbertanek na Zwierzyńcu. Wojsko obsadziło wszystkie klasztory, jednak oddziały, obrzucane wielokrotnie kamieniami przez rozjuszony tłum, starały się nie reagować zbyt gwałtownie na prowokacje, prawdopodobnie wykonując rozkazy władz, a także solidaryzując się w gniewie z mieszkańcami Krakowa. Zebrano kilka tysięcy podpisów pod petycją domagającą się wyrzucenia z miasta karmelitanek i jezuitów.
Równolegle toczyło się śledztwo. 22 lipca zaaresztowano przeoryszę zakonu Marię Wężyk i jej poprzedniczkę Maurycję Ksawerię Josaph. Przesłuchano przeora klasztoru karmelitów w Czernej koło Krzeszowic, który sprawował nadzór nad klasztorem karmelitanek bosych. Przyznał, że wiedział o przetrzymywaniu Barbary Ubryk w celi, został więc aresztowany pod zarzutem współudziału w sprawie.
Przed władzami stanęło zadanie wyjaśnienia przyczyn obecnego stanu zdrowia zakonnicy, ustalenia czy zaszło przestępstwo, a jeśli tak, to kto był jego sprawcą. Przesłuchiwano świadków, zapoznano się również z życiorysem poszkodowanej.

### Życiorys Barbary Ubryk
Anna Ubryk (Barbara to imię zakonne) urodziła się w Węgrowie na Mazowszu 14 lipca 1817 roku. Po śmierci rodziców wychowywała się wraz z 3 siostrami.
W 1838 roku wstąpiła do nowicjatu sióstr wizytek w Warszawie, którego jednak nie ukończyła. Przyczyny nie są do końca jasne, prawdopodobnie już wtedy przejawiała pierwsze objawy choroby umysłowej. Po poprawie stanu zdrowia zdecydowała się ponownie wstąpić do klasztoru. Tym razem wybrała zakon kontemplacyjny o bardzo surowej regule – karmelitanek bosych, żyjących zupełnie bez kontaktu ze światem zewnętrznym. Po pokonaniu różnych przeszkód, związanych głównie z tym, że pochodziła z zaboru rosyjskiego, a klasztor znajdował się na terenie Wolnego Miasta Krakowa, w 1840 roku wstąpiła do karmelitańskiego nowicjatu, a rok później przyjęła śluby wieczyste, przybierając imię zakonne Barbara Teresa od św. Stanisława. Być może już w 1842 roku zauważono pewne oznaki zaburzeń psychicznych: były to dziwne zachowania, przypływy chorobliwej pobożności itp. Próbowano ją leczyć za pomocą tradycyjnych metod – puszczania krwi, przystawiania pijawek, ale nie przynosiło to efektu. W roku 1848 Ubryk zamknęła się w swojej celi i nie chciała wyjść. Po wyważeniu drzwi ujrzano ją nagą, tańczącą i śpiewającą i – jak wynika z zeznań – zdecydowano o przeniesieniu jej do karceru, celi w której miała spędzić następne 21 lat.
Zeznania świadków, w tym zakonnic i lekarzy, którzy opiekowali się siostrami, na temat dalszego rozwoju sprawy były sprzeczne. Ustalono jednak, że przez kolejne lata stan jej pogarszał się. Musiano zlikwidować piec, z którego wyrywała kafle i rzucała nimi w opiekujące się nią siostry, podobnie uczyniono z meblami, a nawet deską klozetową. Później wykonano otwór w drzwiach celi, aby można było ją karmić bez wchodzenia do środka. Na koniec częściowo zamurowano okno, ponieważ – jak zeznano – stawała w nim naga, wykonując nieprzyzwoite gesty. Z biegiem czasu coraz mniej starano się pamiętać o istnieniu kłopotliwej towarzyszki.
Barbara Ubryk resztę życia spędziła w zakładzie dla umysłowo chorych, gdzie zmarła w zapomnieniu w 1898, mając 81 lat. 

### Proces
Zakonnice na swoją obronę przywoływały opinie lekarzy (którzy ostatecznie orzekli, najprawdopodobniej w 1854 roku, nieuleczalność choroby), zalecenia przełożonych, swoją bezradność, poczucie wstydu powodowane jej zachowaniem itp. W czasie śledztwa okazało się, że dość spora grupa osób wiedziała o zaistniałych faktach – lekarze, księża, przełożeni, znajomi osób zatrudnianych przez zakonnice itp. Większość z nich słyszała tylko o chorobie siostry zakonnej i fakcie uwięzienia, nie znając szczegółów, a zwłaszcza warunków, w jakich przebywała. Wyszło również na jaw, kto był autorem anonimu. Okazał się nim weteran powstania styczniowego, Antoni Gąsiorowski, do którego przez sieć pośredników docierały pogłoski na temat zakonnicy.
Ostatecznie aresztowane zakonnice oskarżono o dwa przestępstwa: gwałtu publicznego (bezprawnego uwięzienia) dokonanego na osobie Barbary Ubryk i spowodowania w jego efekcie ciężkiego uszkodzenia ciała. 25 listopada 1869 roku przed Sądem Krajowym miała miejsce rozprawa, w wyniku której zaniechano dalszego śledztwa przeciwko karmelitankom. Kilka miesięcy później, po wniesieniu apelacji, Wyższy Sąd Krajowy potwierdził to postanowienie.
Uznano, że oskarżone nie popełniły zarzucanych przestępstw, ponieważ osoba chora psychicznie nie podlega postanowieniom ówcześnie obowiązującej Ustawy Karnej o bezprawnym ograniczeniu wolności. Przyjęto, że siostry wykazywały dobrą wolę, opiekując się i starając się leczyć Barbarę Ubryk. Odosabnianie, wręcz więzienie osób chorych psychicznie, było w tych czasach normalną praktyką. Opinie lekarzy – biegłych sądowych nie pozwoliły na ustalenie, w jakim stopniu za stan jej zdrowia odpowiada wrodzona, jak przyjęto, choroba psychiczna, a na ile warunki, w których była przetrzymywana. Kolejnym argumentem sądu była zasada nadrzędności konkordatu z 1855 roku, który postanawiał m.in., że zakonnica po ślubach wieczystych nie może opuścić murów klasztornych, nad prawem krajowym.

## Reakcje w mediach i publikacje
Sprawa wzbudziła wielkie zainteresowanie w całej Europie. Wiadomości z Krakowa, początkowo przyjmowane z niedowierzaniem, wraz z rozwojem śledztwa wzbudzały coraz większe zdumienie. Stały się dla antyklerykałów materiałem propagandowym – przykładem bezeceństw popełnianych przez kler, a także dowodem na konieczność reformy klasztorów. Pisano o nich artykuły, książki, a nawet sztuki teatralne, będące przemieszaniem plotek i faktów z fikcją literacką.
Mitem, który głęboko zapadł w społeczną świadomość, było przekonanie, iż uwięzienie miało być karą za próbę ucieczki Barbary z klasztoru w 1848 roku, związaną z nieokreśloną bliżej historią miłosną. Jako dowód wskazywano kapliczkę stojącą w pobliżu murów klasztoru, wzniesioną przez zakonnice jakoby w podzięce za pokrzyżowanie planów ucieczki (w rzeczywistości kapliczka powstała dużo wcześniej – na przełomie XVIII i XIX wieku). Dowodem potwierdzającym tezę o ucieczce miało być zeznanie niejakiego Władysława Strażyńskiego. Twierdził on, że w czasie Wiosny Ludów, konkretnie nocą w kwietniu 1848 roku, kiedy dowodził patrolem Gwardii Narodowej na Wesołej, zauważył w pobliżu klasztoru karmelitanek powóz z dwoma mężczyznami i kobietą w środku. Zatrzymani nie potrafili wyjaśnić co robią tam o tak późnej porze. Gdy podjął decyzję o zabraniu ich na posterunek w celu dokładniejszego przesłuchania, kobieta uciekła i schroniła się za niedomkniętą bramą klasztoru. Ostatecznie uległ też usilnym prośbom mężczyzn i puścił ich wolno. Po okazaniu Barbary Ubryk świadkowi, potwierdził on jej podobieństwo do widzianej 21 lat wcześniej kobiety. Sąd nie dał wiary tym rewelacjom, uznając je za wymysły Strażyńskiego mające na celu zwrócenia na siebie uwagi.
Pierwszą w miarę rzetelnie napisaną książką o całej sprawie była pozycja Juliana Tomkowicza „Prawda o Barbarze Ubrykównej” wydana w 1909 roku, której autor oparł się na zachowanych aktach sądowych. Tomkowicz był jednak siostrzeńcem przeoryszy Marii Wężyk i starał się ją „wybielić”, ze szkodą dla rzetelności książki. Na podstawie tej książki Sydney Smith w 1915 roku napisał publikację „The True Story of Barbara Ubryk” wydaną w Londynie.
W latach 1936–1938 Juliusz Stanisław Harbut napisał 4-tomową książkę „Mały Rzym”, w której spróbował opisać całą sprawę, ale z powodu braku krytycyzmu powtarzał nawet takie mity jak np. udział w sprawie Stanisława Moniuszki czy Jana Matejki (który na dodatek miał mieć romans z przeoryszą Marią Wężyk).
Pod koniec 1869 roku w Filadelfii ukazała się publikacja „The Convent Horror: The Story of Barbara Ubryk Twenty-One Years in a Convent Dungeon Eight Feet Long, Six Feet Wide”, mająca być rzekomo autobiografią Barbary Ubryk – w rzeczywistości tekst opiera się na pobieżnie przeczytanych informacjach z ówczesnej prasy (np. miejsce, skąd pochodziła Barbara Ubryk, zostało tam zamienione z Węgrowa na bardziej znany Wiedeń) połączonych z elementami mającymi udramatyzować historię (np. Barbara Ubryk została odmłodzona o 10 lat tak, że w chwili uwięzienia w celi miała mieć 21 lat, a przyczyną, że się tam znalazła, miało być to, że nie chciała ulec „spowiednikowi” zakonnic), w dodatku cały tekst został napisany przez osobę niemającą wiedzy o funkcjonowaniu zakonów żeńskich (np. przeorysza jest nazywana „Panią Przełożoną” zamiast „Matką Przełożoną”) czy sytuacji prawnej w Austro-Węgrzech. Publikacja ta została ponownie wydana w USA w 1957 roku i obecnie jest spotykana w Internecie jako poparcie poglądów niektórych antyklerykałów w krajach anglojęzycznych.
W poemacie satyrycznym Chryzostoma Bulwiecia podróż do Ciemnogrodu K.I. Gałczyńskiego (1953) hotelik w tytułowym Ciemnogrodzie nosi nazwę „Barbara Ubryk”.